# Heteromys gaumeri
Heteromys gaumeri is een zoogdier uit de familie van de wangzakmuizen (Heteromyidae). De wetenschappelijke naam van de soort werd voor het eerst geldig gepubliceerd door J.A. Allen & Chapman in 1897.